# Collective
Collective (Colectiv) è un film documentario d'inchiesta del 2019 diretto da Alexander Nanau sulle circostanze attorno all'incendio del Colectiv e le sue conseguenze politiche.
È stato candidato come miglior documentario e miglior film internazionale, il primo in rappresentanza della Romania, ai premi Oscar 2021.

## Distribuzione
Il film è stato presentato in anteprima il 4 settembre 2019 alla 76ª Mostra internazionale d'arte cinematografica di Venezia, fuori concorso. È stato presentato anche al Toronto International Film Festival e al Sundance Film Festival 2020. Il film è distribuito in Italia da I Wonder Pictures direttamente in streaming sulla piattaforma IWonderfull dal 18 febbraio 2021.

## Riconoscimenti
- 2020 - Boston Society of Film Critics Awards[4]
  - Miglior documentario
- 2020 - Chicago Film Critics Association Awards[5]
  - Candidatura per il miglior film documentario
  - Candidatura per il miglior film in lingua straniera
- 2020 - European Film Awards[6]
  - Miglior documentario
- 2021 - Premio Oscar[7]
  - Candidatura per il miglior film internazionale
  - Candidatura per il miglior documentario
- 2021 - Independent Spirit Awards[8]
- 2021 - National Society of Film Critics Awards[9]
  - Miglior film in lingua straniera
- 2021 - Satellite Awards[10]
  - Candidatura per il miglior documentario
  - Candidatura per il miglior documentario
- 2021 - Premio Lux
  - Vincitore[11]